# Astana (wielerploeg)/2007
Deze pagina geeft een overzicht van de wielerploeg Astana in 2007.
| Naam                 | Geboortedatum | Nationaliteit | Ploeg 2006                     |
| -------------------- | ------------- | ------------- | ------------------------------ |
| Igor Abakoumov       | 30-05-1981    | België        | Jartazi - 7Mobile              |
| Asan Bazajev         | 22-02-1981    | Kazachstan    |                                |
| Antonio Colom        | 11-05-1978    | Spanje        | Caisse D'Epargne-Illes Balears |
| Thomas Frei          | 19-01-1985    | Zwitserland   | beloften                       |
| Maksim Goerov        | 30-01-1979    | Kazachstan    | elite                          |
| René Haselbacher     | 15-09-1977    | Oostenrijk    | Team Gerolsteiner              |
| Maksim Iglinski      | 18-04-1981    | Kazachstan    | Team Milram                    |
| Sergej Ivanov        | 05-03-1975    | Rusland       | T-Mobile Team                  |
| Sergej Jakovlev      | 21-04-1976    | Kazachstan    |                                |
| Benoît Joachim       | 14-01-1976    | Luxemburg     | Discovery Channel              |
| Andrej Kasjetsjkin   | 21-03-1980    | Kazachstan    |                                |
| Aaron Kemps          | 10-09-1983    | Australië     |                                |
| Matthias Kessler     | 16-05-1979    | Duitsland     | T-Mobile Team                  |
| Koen de Kort         | 08-09-1982    | Nederland     |                                |
| Andreas Klöden       | 22-06-1975    | Duitsland     | T-Mobile Team                  |
| Alexey Kolessov      | 27-09-1984    | Kazachstan    | Team Capec                     |
| Julien Mazet         | 19-03-1983    | Frankrijk     | Auber '93                      |
| Eddy Mazzoleni       | 29-07-1973    | Italië        | T-Mobile Team                  |
| Gennadi Michajlov    | 02-08-1974    | Rusland       | Discovery Channel              |
| Andrej Mizoerov      | 16-03-1973    | Kazachstan    | Team Capec                     |
| Steve Morabito       | 30-01-1983    | Zwitserland   | Phonak                         |
| Dmitri Moeravjov     | 02-11-1979    | Kazachstan    | Jartazi - 7Mobile              |
| Daniel Navarro       | 08-07-1983    | Spanje        |                                |
| Grégory Rast         | 17-01-1980    | Zwitserland   | Phonak                         |
| José Antonio Redondo | 05-03-1985    | Spanje        |                                |
| Paolo Savoldelli     | 07-05-1973    | Italië        | Discovery Channel              |
| Michael Schär        | 29-05-1986    | Zwitserland   | beloften                       |
| Evgueni Sladkov      | 15-12-1983    | Kazachstan    | beloften                       |
| Aleksandr Vinokoerov | 16-09-1973    | Kazachstan    |                                |

2005 · 2006 · 2007 · 2008 · 2009 · 2010 · 2011 · 2012 · 2013 · 2014 · 2015 · 2016 · 2017 · 2018 · 2019 · 2020 · 2021 · 2022 · 2023 · 2024 · 2025
AG2R-La Mondiale · Astana · Bouygues Télécom · Caisse d'Epargne · Cofidis, Le Crédit par Téléphone · Crédit Agricole · Team CSC · Discovery Channel Pro Cycling Team · Euskaltel-Euskadi · La Française des Jeux · Team Gerolsteiner · Lampre - Fondital · Liquigas - Bianchi · Predictor-Lotto · Quick·Step - Innergetic · Rabobank · Saunier Duval - Prodir · Team Milram · T-Mobile Team · Unibet.com